# 댜오빙산시

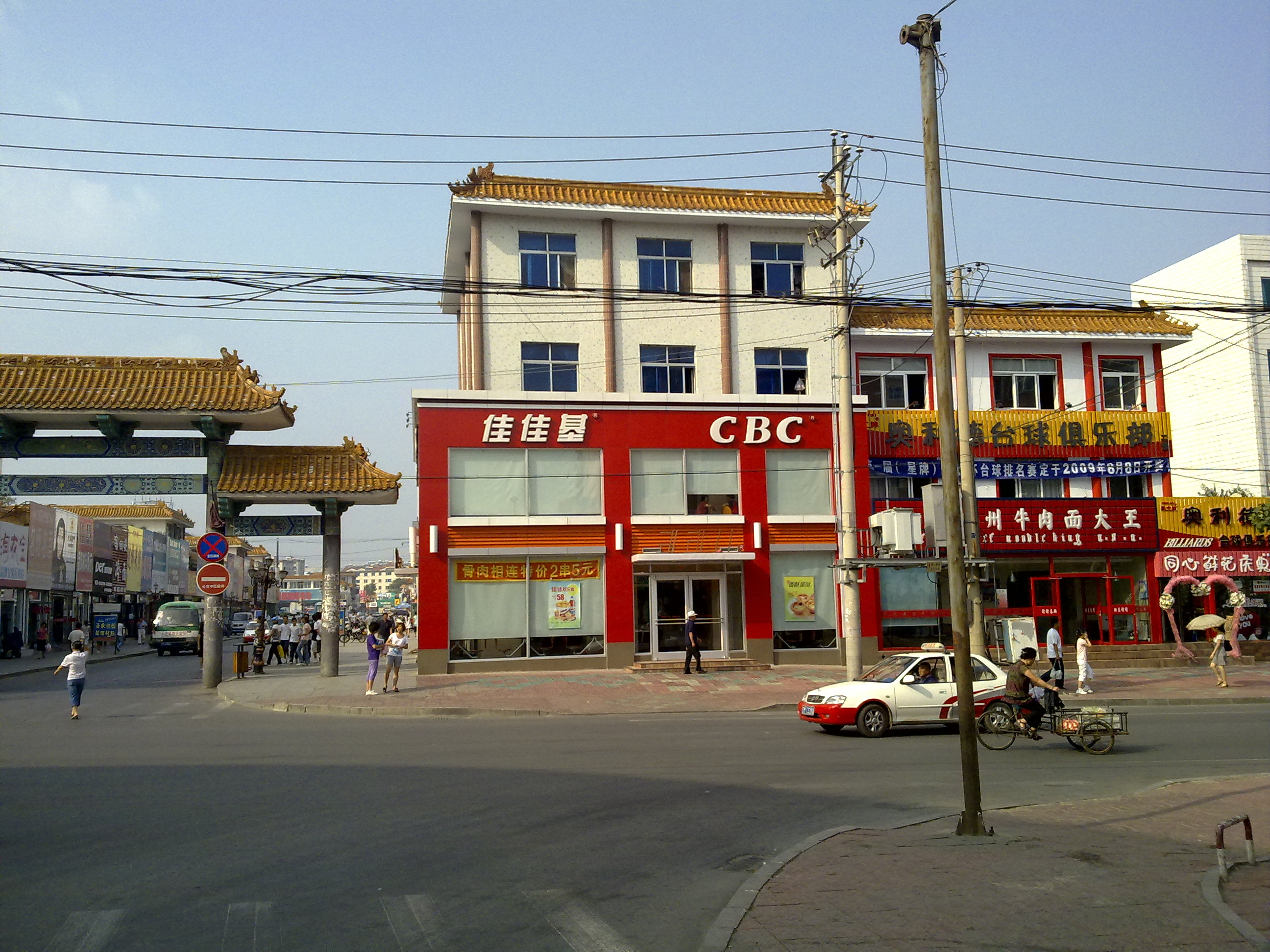

댜오빙산시(한국어: 조병산시, 중국어: 调兵山市, 병음: Diàobīngshān Shì)는 중화인민공화국 랴오닝성 톄링 시의 행정구역이다. 넓이는 263km2이고, 인구는 2007년 기준으로 240,000명이다.

## 기후
연평균 기온은 6°C이고 연평균 강수량은 610mm이다.

## 행정 구역
2개 가도, 3개 진을 관할한다.